# Филиппи, Вальдемар
Вальдемар Филиппи (нем. Waldemar Philippi; 13 апреля 1929 — 4 октября 1990) — немецкий футболист, защитник, отыгравший всю карьеру за клуб «Саарбрюккен». Рекордсмен сборной Саара по количеству сыгранных матчей (18).

## Биография

### Клубная карьера
На клубном уровне представлял клуб «Саарбрюккен», в котором провёл всю профессиональную карьеру и отыграл в общей сложности 255 матчей и забил 16 голов. В сезоне 1948/1949 вступал с командой во второй французской лиге, где провёл 7 матчей и забил 1 гол. В остольное время выступал за команду в турнирах DFB и Эренлиге.

### Карьера в сборной
С 1950 по 1956 год выступал за сборную Саара, в составе которой провёл 18 матчей из 19, что является лучшим результатом среди всех игроков сборной.